# Asociación Ucraniana de Fútbol
La Asociación de Fútbol de Ucrania (UAF) (en ucraniano:Українська асоціація футболу o Ukrayinska asotsiatsiya futbolu) es el organismo rector del fútbol en Ucrania, con sede en Kiev. Organiza el campeonato de Liga y de Copa de Ucrania, así como los partidos de la selección nacional en sus distintas categorías. 
Fue fundada en 1991 y desde 1992 es miembro de la FIFA y la UEFA. En 1992-2019 fue conocida como Federación Ucraniana de Fútbol (FFU).

## Historia
La Federación Ucraniana de Fútbol se fundó como entidad legal independiente el 13 de diciembre de 1991. Hasta la fecha, Ucrania había sido parte de la Federación Rusa de Fútbol y sus clubes participaban en el campeonato de la Unión Soviética. En febrero de 2002 la FFU puso en marcha la primera edición de la Liga Premier de Ucrania, y también del campeonato de Copa. Ese mismo año, Ucrania pasó a ser miembro de pleno derecho de la UEFA y la FIFA.
La Selección de fútbol de Ucrania disputó su primer partido el 29 de abril de 1992, un encuentro amistoso contra Hungría, que se impuso por 1-3. Su primera presencia en una fase final de un campeonato internacional fue en el Mundial de 2006, en que llegó a cuartos de final.
En categorías inferiores, Ucrania ganó la medalla de bronce en el Campeonato de Europa sub-16 de 1994 y la medalla de plata en el Campeonato Europeo sub-18 de 2000.

### Euro 2012
En 2005 la FFU, junto con la Federación de Polonia, presentó formalmente su candidatura para albergar la Eurocopa 2012. En la votación final, celebrada el 18 de abril de 2007, la UEFA eligió la candidatura de Polonia-Ucrania por delante de Italia y la candidatura conjunta de Croacia-Hungría.

## Presidentes
- Viktor Maksymovych Bannikov (diciembre de 1991 — agosto de 1996)
- Valeriy Pavlovych Pustovoytenko (agosto de 1996 — agosto de 2000), el primer ministro de Ucrania
- Hryhoriy Mykhaylovych Surkis (16 de agosto de 2000 — 2 de septiembre de 2012), reelegido en 2004 y 2007
- Anatoliy Dmytrovych Konkov (2 de septiembre de 2012-22 de enero de 2015)
- Andriy Vasylyovych Pavelko (22 de enero de 2015-15 de junio de 2023)
- Andriy Shevchenko (25 de enero de 2024-presente)